# Joanic (métro de Barcelone)
Joanic est une station de la ligne 4 du métro de Barcelone, dont elle constitue le terminus entre 1973 et 1974.

## Situation sur le réseau
La station est située sous la rue Pi et Margall (Carrer Pi i Margall), sur le territoire de la commune de Barcelone, dans le district de Gràcia. Elle s'intercale entre Alfons X et Verdaguer.

## Histoire
La station est ouverte au public le 5 février 1973 sous le nom de Plaza Joanich, lors de la mise en service de la ligne IV, dont elle constitue un terminus avec Jaume I. Dès l'année suivante, la ligne est prolongée jusqu'à Guinardó. Elle prend son nom actuel en 1982, tandis que les chiffres arabes remplacent les chiffres romains dans la numérotation des lignes.

## Services aux voyageurs

### Accès et accueil
La station dispose de deux voies et deux quais latéraux.

## À proximité
La station se trouve à proximité immédiate de la place de Joanic et dessert à moins de 500 m le Teatreneu.